# Peruana picta
Peruana picta is een hooiwagen uit de familie Cosmetidae. De wetenschappelijke naam van de soort werd in 1957 als Gnidiella picta gepubliceerd door Carl Friedrich Roewer. De geslachtsnaam Gnidiella was echter niet geldig omdat die naam eerder voor een geslacht van tweekleppigen was gebruikt. Ook het in juni 2008 gepubliceerde nomen novum Peruana is geen geldige naam voor het geslacht omdat die naam een maand eerder voor een geslacht van veldsprinkhanen was gebruikt. Er bestaat voor deze soort nog geen geldige combinatie.